# Allod
Das Allod (altniederfränkisch allōd „volles Eigentum“, zu all „voll, ganz“ und ōd „Gut, Besitz“; mittellateinisch allod oder allodium), auch Eigengut oder Erbgut oder freies Eigen, bezeichnete im mittelalterlichen und frühneuzeitlichen Recht ein Eigentum (fast immer Land oder ein Stadtgrundstück oder -anwesen), über das der Eigentümer (Eigner, auch Erbherr) frei verfügen konnte. Als Familienerbe unterscheidet es sich darin vom Lehen und vom grundherrlichen Land. Allode konnten sowohl freie Bauern als auch Adlige oder Fürsten besitzen. Sofern es sich um Landesherren handelte, waren sie in ihrem Allodialbesitz souverän, während ihre Regierungsfunktion (etwa in einer Grafschaft) ein Reichslehen war. Allode konnten frei vererbt werden, auch an Töchter, während Lehen beim Aussterben einer Familie im Mannesstamm an den Lehnsherrn zurückfielen. Die Umwandlung von Benefizien in Eigengut wird entsprechend als Allodialisierung bezeichnet. Über ein als Odal bezeichnetes Eigentum durfte der jeweilige Besitzer dagegen nicht frei verfügen.
Als Allodialgut wird auch das Privatvermögen einer fürstlichen Familie im Unterschied zum fiskalischen Besitz (Staatsschatz, Staatsdomäne) bezeichnet.

## Allod und Lehnswesen
In diesen Eigenschaften unterschied sich das Allod vom Lehngut, das dem Lehnsnehmer oder Vasallen eben nicht uneingeschränkt gehörte. Das Obereigentum am Lehen verblieb beim Lehnsherrn, der von seinen Vasallen unterschiedliche, zumeist durch das Gewohnheitsrecht bestimmte Leistungen verlangen konnte. Lehen war sogenanntes nutzbares Eigentum, Allod dagegen war volles Eigentum. Dies kam auch im synonymen zeitgenössischen Begriff für Allod, Erbe und Eigen, zum Ausdruck. Der Besitz der Bürger im Geltungsbereich des Stadtrechts hatte in der Regel allodialen Charakter. Ebenso besaßen die kirchlichen Stifter ihr Land als Erbe und Eigen.
In England gab es ab der Normannischen Eroberung 1066, die eine Änderung zum Lehnswesen mit sich brachte, keinen Allodialbesitz mehr. In Frankreich gab es ihn nur noch ganz selten. In Deutschland verschwand das Allod in Adelsbesitz nie und wurde mitunter an Rodungsland neu begründet.
Mit dem Verfall des Lehnsrechts ab dem 16. Jahrhundert setzte eine gegenläufige Bewegung ein. Lehen wurden gegen eine Abfindung für den Lehnsherrn wieder in freies vererbbares Eigentum umgewandelt. Diesen Vorgang bezeichnet man als Allodifizierung oder Allodifikation. Die Lehen blieben dabei durch die Rechte der Lehnsfolger (Agnaten) beschränktes Eigentum. Aufgehoben wurde nur das Obereigentum des Lehnsherrn, wogegen die Rechte der Lehnsfolger keine Beeinträchtigung erlitten. Das Lehen näherte sich damit als sogenanntes allodifiziertes Lehen dem Familienfideikommiss; häufig wurde es auch ausdrücklich in Fideikommissgut umgewandelt.

## Beschreibung

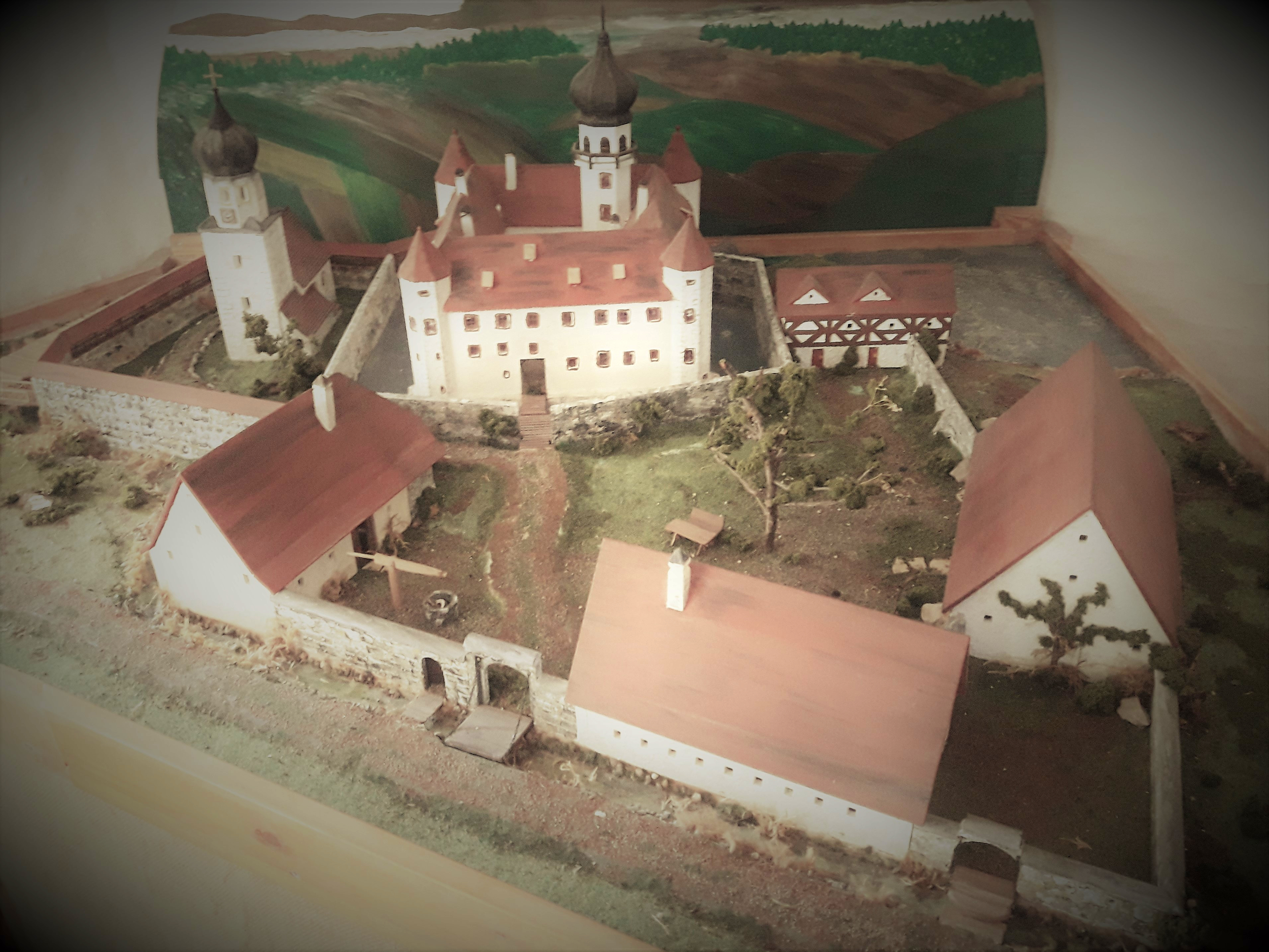
Modell der Schlossanlage Cronheim. Im Bild rechts das bewehrte Allodium Cronheim mit Zehntscheune

Der Besitz war somit nicht an Leistungen oder Verpflichtungen des Inhabers gegenüber anderen Personen gebunden. Ein Allod konnte gemäß dem landesüblichen Recht frei vererbt werden. Ursprünglich waren von den Einkünften aus Allodialgütern nicht einmal Steuern an den jeweiligen Landesfürsten zu entrichten.
Im Mittelalter war das Allodium dem zentralen Sitz der Burg vorgelagert. Es wurde auch als Dominicale und schließlich als Vorwerk bezeichnet. In ihnen lebten oft auch Angehörige der jeweiligen ritterlichen Familie. Davon leitet sich ab, die Vorwerke als Rittersitze und im Volksmund als Schloss zu bezeichnen. Sie waren geeignet, kleinere Angriffe abzuwehren und boten der Bevölkerung des Dorfes Schutz.

## Entstehung und historische Entwicklung
Das Allod als Besitzform entstand bei den germanischen Stämmen und Völkern, bevor es zur Ausbildung des Feudalsystems kam. Land, das ursprünglich ein Gemeingut der gesamten Volksgemeinschaft war, wurde dem einzelnen Mitglied übergeben. Die germanischen Völker verteilten oder verlosten Grund und Boden der von ihnen eroberten und in Besitz genommenen Länder unter ihren freien Männern. Hieraus ergibt sich der wesentliche Charakter des Allodialeigentums: ein durch den Willen des gesamten Volks oder durch das Volksgesetz zugeteiltes und verbürgtes freies Eigentum. Der Besitzer ist frei von aller Privatabhängigkeit und Beschränkung seiner Eigentumsrechte.
In vielen Regionen galten zunächst nur die Eigentümer eines Allods als Freie, die an allen gemeinschaftlichen, öffentlichen Pflichten und Rechten teilhatten. Sie waren die Mitglieder der Landesgemeinde. Die freien Landbesitzer im Frühmittelalter waren eine der Gruppen, aus denen sich im Laufe der Zeit der Adel entwickelte. Sie sahen sich als gleichberechtigte Partner des Landesherren, weil sie ihm als Genossen in der Landesgemeinde verbunden und ihm nicht als Vasallen untergeordnet waren. Die mit dem Allodialgut verbundenen Freiheiten (u. a. Steuerfreiheit, Jagdrecht) konnten sich in den meisten Ländern nur die adeligen Herren erhalten, die – auch wenn sie sich nach 1500 dem Landesfürsten mehr und mehr unterordnen mussten (Staatswerdung) – die politisch und ökonomisch einflussreichste Klasse der Landbesitzer blieben. Der Begriff Allod kommt nur im fränkischen Raum und den rechtlich von fränkischen Stämmen beeinflussten Territorien vor. Seit der Schlacht von Hastings 1066 gab es in England kein Allod mehr, in Frankreich vorwiegend im Süden. In Deutschland konzentriert sich der Allod-Besitz insbesondere des Adels auf den Süden. Zahlreiche Herren, die ihre mächtige Stellung auf umfangreichen Allodialbesitz gründeten, gab es in den östlichen Alpenländern und in den Ländern der Böhmischen Krone. Der König als oberster Lehnsherr war niemals Herr des gesamten Reichsterritoriums.
Allodialbesitz konnte auch entstehen, wenn der Lehnsherr zu Gunsten des Vasallen auf seine Rechte verzichtete. Gerodetes Land wird seitens der Fürsten als Allodialgut betrachtet. Umgekehrt wurden gelegentlich freie Landherren für ein Vergehen bestraft, indem der Landesherr ihr Freigut in ein Lehen umwandelte.
Die Unterschiede zwischen den beiden mittelalterlichen Besitzrechtsformen Lehen und Allod wurden mit der Zeit immer geringer. Zum einen wurden den Vasallen spätestens seit dem 17. Jahrhundert keine Lehnsdienste mehr abverlangt und auch das Erbrecht der Lehnsnehmer war in der frühen Neuzeit schon sehr viel stärker, zum anderen hatten die Landesfürsten die freien Herren schon im 16. Jahrhundert zu regelmäßigen Steuerzahlungen zwingen können. Im 19. Jahrhundert schließlich wurde das Lehnswesen in den meisten europäischen Staaten nach und nach abgeschafft. Zu dieser Zeit kommt der Eigentumsbegriff des bürgerlichen Rechts auf, wie er vor allem im Code civil geprägt worden ist. Während in Frankreich das „Régime féodal“ 1789 mit einem Federstrich des revolutionären Gesetzgebers beendet wurde, dauert es in Deutschland bis zur Mitte des 20. Jahrhunderts, bis das Lehnsrecht endgültig abgeschafft wurde (1947 per Kontrollratsgesetz).